# August Raben
Karl August Raben (* 2. Dezember 1892; † 15. Juni 1940) war ein deutscher Jagdpilot der Luftstreitkräfte im Ersten Weltkrieg, Freikorpsführer und SA-Standartenführer.

## Leben

### Karriere
Er kommandierte ab dem 14. März 1918 die Jagdstaffel 18. Die Flugzeuge seiner Staffel trugen Raben als Abzeichen, weshalb seine Staffel auch als Raben-Staffel bekannt war. Er erzielte während des Krieges 4 Luftsiege und schied als Leutnant der Reserve aus der Armee aus.
Nach der Novemberrevolution bildete er 1918 in Berlin das Freikorps Raben, welches am Berliner Schloss und Marstall kämpfte. Das Freikorps wurde in Hamburg als „besonders stark“ angesehen. Das Freikorps wurde später in das Sturm-Regiment Heinz eingegliedert. Er kämpfte nachfolgend im Baltikum als Adjutant des russischen Generals Pawel Michailowitsch Bermondt-Awaloff, beteiligte sich am Kapp-Putsch und trat daraufhin in die Marine-Brigade-Erhardt ein. Er floh nach Ungarn und kehrte nach seiner Amnestierung zurück, wurde Mitglied der Orgesch und nachfolgend im oberschlesischen Grenzschutz.
Nach seiner Rückkehr aus Oberschlesien zog er nach Hamburg-Altona. Dort baute er mit dem Rang eines Rittmeister a. D. eine Geheimorganisation mithilfe seiner ehemaligen Freikorpsanhänger unter dem Decknamen „Stammtisch der Raben“ oder „Die rächende Hand“ auf und ließ dutzende ehemalige russische Offiziere der Weißen Armee als Hafenarbeiter bei sich einstellen, mit dem Ziel die Monarchie in der Sowjetunion wiederzuerrichten. Sein Geheimbund verfolgte das Ziel der Stürzung der Weimarer Republik, der finanziellen Ausbeutung und Ermordung jüdischer Personen und der Schädigung von Mitgliedern linksstehender Parteien. Der Geheimbund wurde 1922 von der Altonaer Polizei aufgedeckt, Raben und weitere seiner Anhänger wurden verhaftet und die russischen Hafenarbeiter des Landes verwiesen. Im Februar 1923 wurde er ein weiteres Mal während einer Versammlung der Altonaer Ortsgruppe der verbotenen Großdeutschen Arbeiterpartei, dessen Vorsitz er führte, verhaftet. Neben Raben wurde auch der bekannte Freikorpsführer Gerhard Roßbach verhaftet. Roßbach, Raben und weitere wurden nach 24 Stunden wieder entlassen. Er arbeitete nachfolgend für die Afrikanische Frucht-Compagnie in Kamerun.
Im Zweiten Weltkrieg kommandierte er ein aus der SA-Standarte „Feldherrnhalle“ gebildetes Bataillon und fiel beim Durchbruch der Maginotlinie in Frankreich mit dem Rang eines Majors der Reserve.